# Apolysis namaensis
Apolysis namaensis är en tvåvingeart som först beskrevs av Hesse 1938.  Apolysis namaensis ingår i släktet Apolysis och familjen svävflugor. Inga underarter finns listade i Catalogue of Life.